# Òpera Nacional de Letònia
L'Òpera Nacional de Letònia (en letó: Latvijas Nacionālā opera) és el teatre principal de la ciutat de Riga, la capital de Letònia. Prop de l'edifici es troba un parc.
El teatre és la llar de l'Òpera i el Ballet Nacional. La companyia de teatre es va formar poc després de la independència del país el 1918, i dos anys més tard es va crear la companyia de ballet, estant l'única empresa professional en el país.
Dissenyat per l'arquitecte Ludwig Bohnstedt, va obrir les portes el 1863 com el teatre alemany de Riga. Destruït per un incendi el 1882, va ser reconstruït a partir del disseny original de Reinholds Schmaeling. L'obra es va acabar el 1887.